# Frode Steinicke
Frode Steinicke (født 11. maj 1953 i Silkeborg) er en dansk billedhugger.
Frode Steinicke har været privat elev hos billedhuggeren Hans Jørgen Nicolaisen, men er i akademisk forstand autodidakt. Frode Steinicke debuterede som billedhugger 1987.
Frode Steinicke begyndte sit skulpturarbejde med udgangspunkt i den skulpturelle arv omkring krop og draperi. Senere har han udviklet sit arbejde i retning af konstruktivisme og streng minimalisme.
Frode Steinicke har arbejdet med flere plads- og skulpturudsmykninger, og flere af Steinickes skulpturer har fundet plads i det offentlige rum og i større industrivirksomheder. Blandt andet den stedspecifikke rumudsmykning med High Five-skulpturen og furnituren Penta Plinten på Norups Plads 2008, Silkeborg.

## Legater
- Bogstavlegatet 2005. Indstiftet af billedkunstner Poul Pedersen, Paris.[3]